# Arantza del Puerto
Arantza del Puerto Astiz (San Sebastián, 8 de marzo de 1971) es una exjugadora y entrenadora de fútbol española. Jugaba como defensa central y desarrolló toda su carrera en el Añorga KKE. Es la sexta jugadora que ha disputado más partidos con la selección femenina de fútbol de España.

## Trayectoria
Con nueve años ingresó en el Añorga KKE de San Sebastián, donde desarrolló toda su carrera. Con el club vasco conquistó tres Ligas y tres Copas de la Reina entre 1990 y 1996.
Tras retirarse en 2005, obtuvo el título UEFA Pro de entrenadora. Ha dirigido a los equipos femeninos del Añorga KKE, Zumaiako y Real Unión de Irún, además de la selección femenina de Euskadi.
En 2020 recibió el V Premio Carmen Adarraga otorgado por la Diputación Foral de Guipúzcoa en reconocimiento a la trayectoria de mujeres pioneras del deporte guipuzcoano.

## Selección nacional
Arantza del Puerto debutó con la selección absoluta el 1 de mayo de 1990 ante Suiza y jugó su último partido el 17 de febrero de 2005 frente a los Países Bajos.
Formó parte de la selección que disputó la Eurocopa Femenina de 1997, en la primera participación de España en una fase final de un torneo internacional.  Finalizó en tercera posición, hasta la fecha el mayor éxito de la selección femenina absoluta.

### Participaciones en Eurocopas
| Eurocopa               | Sede             | Resultado |
| ---------------------- | ---------------- | --------- |
| Eurocopa Femenina 1997 | Noruega / Suecia | 3º        |